# Avoirdupoids
Het avoirdupoids-systeem is een systeem van eenheden gewicht; het bevat eenheden als het pond en de ons. Het is het standaardsysteem van gewichten in de Verenigde Staten en komt ook nog altijd veel voor in het Verenigd Koninkrijk (hoewel daar tegenwoordig gestandaardiseerd is op het SI). Avoirdupoids wordt beschouwd als een moderner systeem dan de troy, het apothecair systeem, het middeleeuwse Engelse mercantiele systeem en het Tower systeem. De naam is afgeleid van het oud-Franse aveir de peis (let.: goederen van gewicht), dat verwijst naar het verkopen van goederen per gewichtseenheid (in tegenstelling tot per stuk, of met andere manieren van afmeten).
In het Nederlands gebruikt men de moderne Franse spelling, dus avoirdupoids, in het Engels schrijft men avoirdupois.
De basiseenheid van avoirdupoids is het pond; alle andere eenheden zijn veelvouden of fracties hiervan. Het pond is overigens het Engelse pond, dat sinds 1959 vastgesteld is op 0,45359237 kg.
Het systeem omvat de volgende eenheden met de oorspronkelijke, Franse omrekeningsfactoren:
16 drams = 1 ounce
16 ounce = 1 pound
25 pound = 1 quart
4 quart = 1 honderdgewicht
20 honderdgewichten = 1 ton
Op de Britse eilanden werd ook nog de stone toegevoegd, uiteindelijk vastgesteld op 14 ponden avoirdupoids. De kwart, honderdgewicht en ton werden aangepast tot (respectievelijk) 28 pond, 112 pond en 2240 pond avoirdupoids. Dit gebeurde zodat gewichten makkelijk omgerekend konden worden met de stone. De Britse koloniën in Noord-Amerika daarentegen namen het systeem ongewijzigd over. In de Verenigde Staten bleven kwart, honderdgewicht en ton respectievelijk 25, 100 en 2000 pond (alhoewel de laatste twee feitelijk in onbruik geraakt zijn). In geval van ambiguïteit worden de eenheden aangeduid als "korte" (en: short) eenheden, onderscheidenlijk Britse "lange" (en: long) eenheden.

Een overzicht van het avoirdupoissysteem, met de lichtste eenheid (grain) boven, en de zwaarste (tonne) onderaan

De volgende eenheden vormen het avoirdupoids-stelsel binnen het Imperiale Systeem:
16 dram = 1 ounce (oz.)
16 ounce = 1 pound (lb.)
14 pound = 1 stone (st.)
2 stone = 1 quart (qtr.)
4 quart = 1 honderdgewicht (cwt.)
20 honderdgewicht = 1 ton (t.)